# Deseret Book
Deseret Book es la mayor editora de los Santos de los Últimos Días, responsable de una red de librerías mormonas al oeste de los Estados Unidos. La editora posee más de 150 trabajadores y 30 librerías.
De propiedad de la Deseret Management Corporation, que pertenece a La Iglesia de Jesucristo de los Santos de los Últimos Días (popularmente conocida como Iglesia Mormona o Iglesia SUD), Deseret Book es gestionada de forma independiente, pero distribuye los medios de comunicación de acuerdo con la doctrina de la Iglesia SUD. Como editora, publica cuatro marcas con medios de comunicación desde la doctrina hasta la historia mormona, recursos electrónicos y grabaciones de sonido, tales como álbumes del Coro del Tabernáculo Mormón. Fue fundada en 1866.